# Joseph Andrew Williams
Joseph Andrew Williams (Minneapolis, 2 de maio de 1974) é um prelado americano da Igreja Católica Romana que atua como bispo auxiliar da Arquidiocese de Saint Paul e Minneapolis , em Minnesota, desde 2021.

## Biografia
Williams nasceu em 2 de maio de 1974, em Minneapolis. Ele obteve um diploma de Bacharel em Artes na Universidade de Minnesota e na Universidade Franciscana de Steubenville. Ele também tem um título de Mestre em Divindade da Universidade de St. Thomas e do Seminário de Saint Paul .
Williams foi ordenado ao sacerdócio pelo arcebispo Harry Flynn em 28 de maio de 2002. O Papa Francisco nomeou Williams como bispo auxiliar da Arquidiocese de Saint Paul e Minneapolis em 10 de dezembro de 2021.  Em 25 de janeirode 2022, Williams foi consagrado bispo pelo arcebispo Bernard Hebda.
Em 21 de maio de 2024 foi nomeado Bispo coadjutor de Camden